# Горбань Юрій Андрійович
Юрій Андрійович Горбань (нар. 20 вересня 1937, Матіївка тепер Бахмацького району Чернігівської області) — український історик доктор історичних наук, професор Київського національного університету імені Тараса Шевченка.

## Біографія
Закінчив історико-філософський факультет Київського державного університету імені Т. Г. Шевченка (1964).
У Київському державному університеті імені Т. Г. Шевченка (від 1994 року — Київський національний університет імені Тараса Шевченка): з 1970 асистент, з 1972 старший викладач, з 1976 доцент кафедри історії КПРС природничих факультетів; з 1986 професор кафедри історії КПРС Інституту підвищення кваліфікації викладачів суспільних наук при Київському університеті; з 1992 професор, 1996—2002 завідувач кафедри української історії та етнополітики історичного факультету.
Викладав курси «Історія КПРС», «Політична історія», «Історія України».

## Наукові інтереси
Сфера наукових інтересів: суспільно-політичне, культурне життя України в 1920—30-х роках, етнополітичні відносини в Україні ХІХ—ХХ ст., окремі проблеми світової історії міжвоєнного періоду.
Кандидатська дисертація «Коммунистическая партия в борьбе за мобилизацию рабочего класса на выполнение первой пятилетки (На материалах КП Украины)» (1971), докторська дисертація «Руководство Компартии Украины развитием промышленности республики в период социалистической индустриализации СССР. 1926—1937 гг.» (1984).
Автор понад 70 наукових праць.

## Основні праці
- Ленинским курсом социалистической индустриализации (из опыта Компартии Украины по руководству развитием промышленности). К., 1984.
- Історія України. Хрестоматія. У 2 ч. К., 1996 (у співавт.).
- Історія української та зарубіжної культури. К., 1999 (у співавт.).
- Історія сучасного світу. К., 2001 (керівник авторського колективу).
- Історія української та зарубіжної культури: Навчальний посібник. К., 2004 (у співавт.).